# Römische Wasserleitung (Brey)

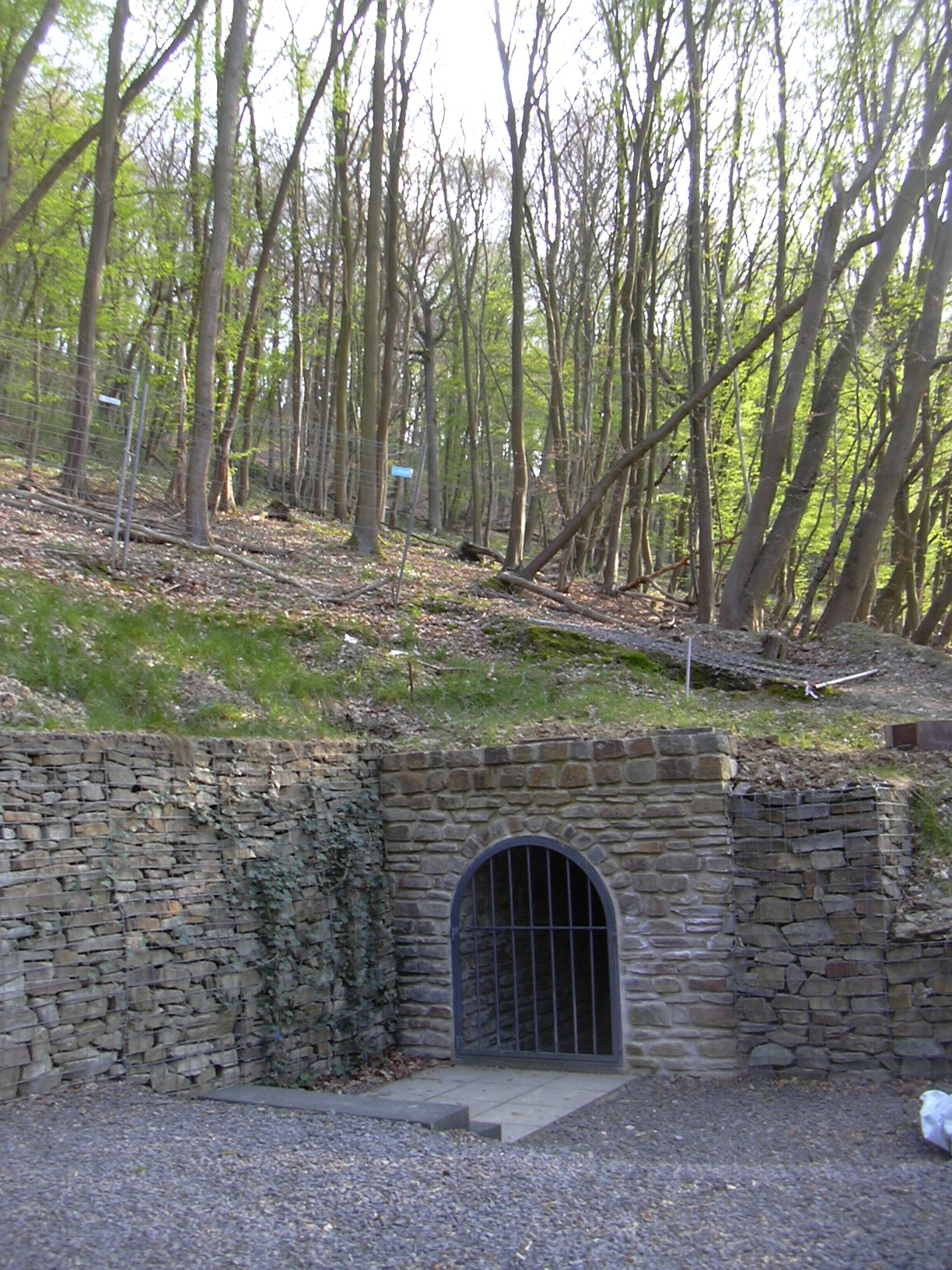
Einstiegsschacht zur römischen Wasserleitung im Wald zwischen Brey und dem Jakobsbergerhof

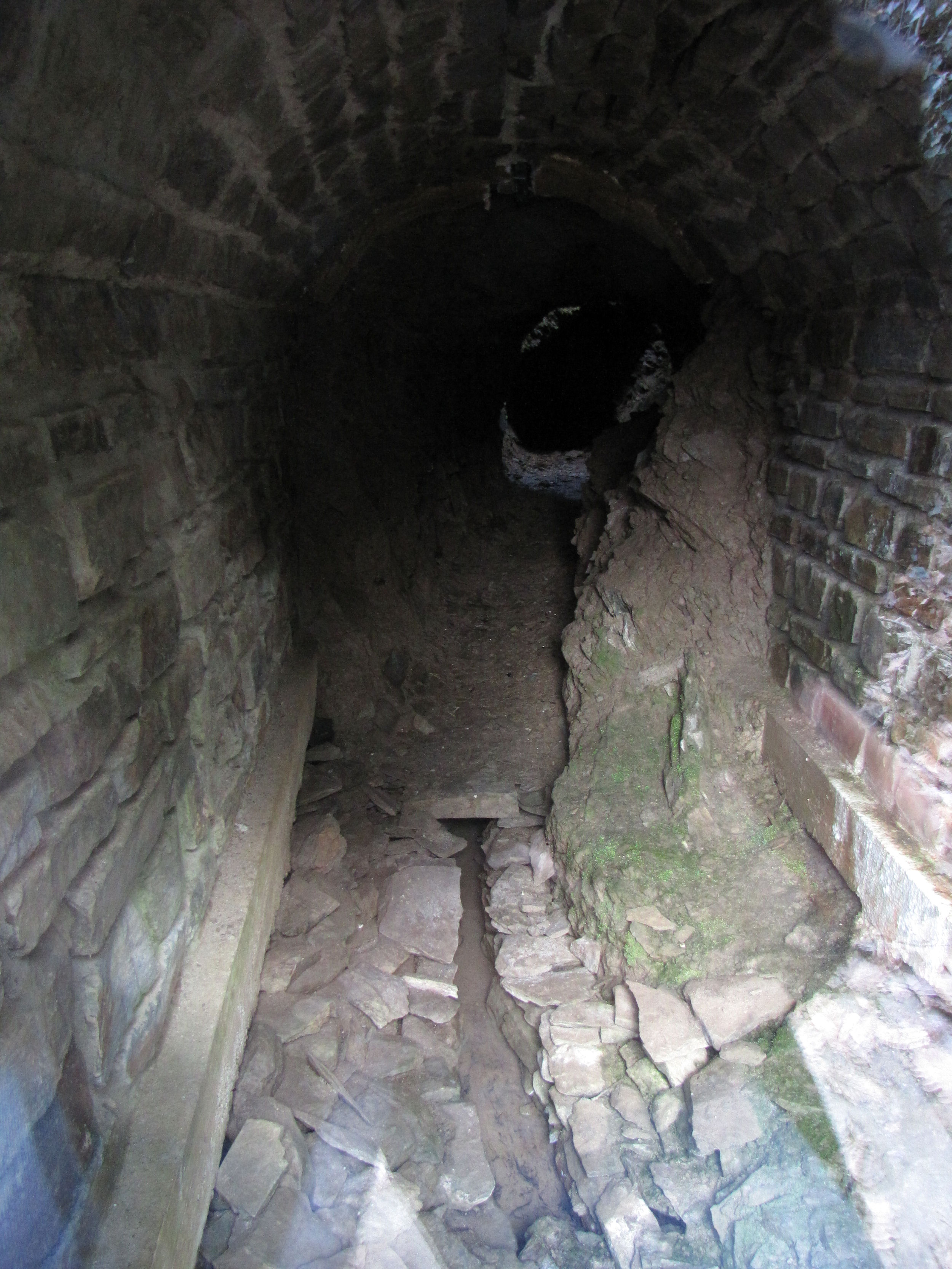
Wasserrinne der römischen Wasserleitung

Die Römische Wasserleitung bei Brey (Rheinland-Pfalz) ist ein Mitte des 20. Jahrhunderts wiederentdeckter antiker Aquädukttunnel, der wahrscheinlich der Wasserversorgung einer im Rheintal errichteten Villa rustica diente.
Seit 2002 sind die Überreste der römischen Wasserleitung bei Brey Teil des UNESCO-Welterbes Oberes Mittelrheintal.

## Geschichte
Die Überreste der römischen Wasserleitung wurden zufällig von Bürgern, die im Zweiten Weltkrieg auf der Suche nach einem Schutz vor Bombenangriffen waren, bei Brey entdeckt. Die Bürger stießen dabei auf Schächte einer römischen Wasserleitung. Erste Untersuchungen wurden 1963 durchgeführt und eine kurze Strecke in der Folge begehbar gemacht.
Im Rahmen von archäologischen Untersuchungen ab dem Jahr 2003 durch das Landesamt für Archäologische Denkmalpflege Koblenz, konnte der Verlauf der Wasserleitung auf einer Länge von über 500 Metern nachgewiesen werden. Die nun von der Ortsgemeinde Brey angelegte Besucherterrasse ermöglicht es, sich einen Eindruck von der Konstruktion und Funktion dieser Wasserleitung zu machen.
Bis heute ist weder das Quellgebiet bekannt, an dem die Wasserleitung ihren Anfang nimmt, noch wo diese genau endet. In der Ortsrandlage von Brey ist ein römisches Landgut (Villa rustica) nachgewiesen, dessen Reste überbaut sind, weshalb eine genaue Untersuchung nicht möglich ist. Es muss davon ausgegangen werden, dass es sich hierbei um eine bedeutende Anlage gehandelt haben muss. Die Dimensionen der Wasserleitung und der damit verbundene Herstellungsaufwand lassen keinen anderen Schluss zu. Mit dem Wasser können auch noch andere Einrichtungen, zum Beispiel eine Station an der Römerstraße entlang des Rheines versorgt worden sein. Brey liegt auf halber Strecke zwischen den Römerkastellen in Koblenz (Confluentes) und Boppard (Kastell Boppard). Es liegt nahe, dass hier eine Station zur Versorgung errichtet wurde, über die allerdings Nachweise fehlen.

## Bauweise
Der Aquädukttunnel von Brey wurde in Qanatbauweise (= Lichtschacht) errichtet. Die Bauweise wurde nicht von den Römern erfunden, sondern Jahrhunderte vor den Römern in Persien praktiziert, von wo aus sich die Technik bis Südarabien, Nordafrika und in das etruskische Italien ausgebreitete.
Während im normalen Tunnelbau im Gegenortverfahren Stollen vom Quellort und vom Versorgungsort aus in den Berg getrieben werden, um sich zu treffen und zu einem Tunnel zu vereinigen, wird in der Qanatbauweise anders verfahren. Wenn auch das Ziel, also die Errichtung eines Tunnels das Gleiche ist, so werden hier auf einer vorher festgelegten Linie zwischen Quellort und Zielort senkrechte Schächte in geringer Entfernung voneinander auf ein festgelegtes Niveau in die Erde gegraben. Hat man das Niveau erreicht, kann von diesen Punkten aus ein Stollen zum nächsten Schacht vorangetrieben werden. Während beim normalen Tunnelbau vom Quell- und Zielort nur eine Röhre vorangetrieben werden kann, hat das Qanatverfahren den Vorteil, dass von jedem Schacht aus die Tunnelröhre vorangetrieben werden kann. Man konnte die Arbeit in "Baulose" aufteilen. Ein Vorteil ist, dass sich die Richtung über die kurzen Entfernungen zwischen den Schächten kaum verfehlen lässt, da diese in der Regel in Abständen von 6 bis 12 m angelegt werden.
Nach heutigen Erkenntnissen arbeiteten an jedem Schacht drei Leute. Einer trieb den Stollen von der Berg- zur Talseite voran, der zweite schaffte den Abraum an den Schacht und füllte dort einen Korb, der von dem dritten Mann nach oben gezogen wurde. Als Beleuchtung dienten wahrscheinlich Öllampen.  Für das Trinkwasser wurde nach Vollendung des Tunnels eine Rinne in den Tunnelboden eingelassen, die mit Steinen mörtellos gesetzt und mit Schieferplatten abgedeckt wurde.

## Besonderheiten
Die Römische Wasserleitung von Brey stellt ein archäologisches Kleinod dar, dem überregionale Bedeutung zukommt. Während die archäologische Untersuchung bisher auf einer Länge von ca. 500 Metern erfolgte, dürfte die tatsächliche Länge wahrscheinlich bei 2 bis 2,5 km liegen. Damit stellt die Wasserleitung zusammen mit baugleichen ähnlichen Anlagen in Saarbrücken (Halberg-Tunnel) und Düren (Drover-Berg-Tunnel) den größten antiken Tunnelbau nördlich der Alpen dar. Weitere Qanatbauten gibt es im Trierer Raum, so zum Beispiel der Qanat von Mehring oder der von Pölich, sowie in Blankenheim in der Eifel. Der Aquädukttunnel unterscheidet sich durch seinen deutlich größeren Querschnitt, der im Mittel bei 1,2 m Breite und 1,7 bis 2,2 m Höhe liegt, von ähnlichen Bauten dieser Zeit. Die bisher erforschten Schächte haben einen Durchmesser von 1,5 bis 2 m und gehen bis zu 4,5 m tief in den Fels. Legt man diese Dimensionen für die gesamte Länge des Tunnels zugrunde, so dürften mehr als 4.000 Kubikmeter aus dem Fels herausgeschlagen worden sein.
Unklar bleibt eine genaue Datierung, da entsprechende Beifunde wie römische Münzen, Holz oder gebrannte Ziegel, die eine zeitliche Einordnung ermöglichen, nicht gemacht wurden. Es ist wahrscheinlich, dass die Leitung zeitgleich mit der villa rustica im 2. oder 3. Jahrhundert errichtet wurde.
Die Breyer Wasserleitung hat auf der bisher erforschten Länge ein Gefälle von etwa 3,5 %. Erstaunlich ist, dass sie nach fast zwei Jahrtausenden immer noch Wasser führt. Durchgeführte Schätzungen/Messungen in den 1960er Jahren erbrachten in der 0,24 m breiten und 0,16 m hohen Wasserrinne eine Durchflussmenge von zwei Litern pro Sekunde. Dies entspricht einer Wassermenge von 7200 Litern in der Stunde bzw. rund 100.000 Litern am Tag, eine Menge, die sicherlich ausreichte, ein großes Anwesen zu versorgen.
Es konnte selbst durch Farbbeimengungen nicht festgestellt werden, wohin das Wasser fließt. Ebenso bleibt unklar, weshalb die Wasserleitung auf ihrer gesamten Länge, bis auf eine kleine überdeckelte Rinne, zugeschüttet wurde. Ein Argument dafür wäre, die eigentliche Wasserleitung (überdeckelte Rinne) vor Verunreinigungen der gesamten Anlage zu schützen. Dagegen spricht jedoch ganz eindeutig, dass mit der Verfüllung der gesamten Anlage die Möglichkeit von notwendigen Wartungen und Reparaturen nicht gegeben war.